# Maxent (Ille-et-Vilaine)
Maxent település Franciaországban, Ille-et-Vilaine megyében. Lakosainak száma 1457 fő (2022. január 1.). Maxent Treffendel, Baulon, Bovel, Loutehel, Plélan-le-Grand, Saint-Thurial és Val d'Anast községekkel határos.

## Népesség
A település népességének változása:
| Lakosok száma | 1149 | 982  | 980  | 1206 | 1422 | 1471 | 1466 | 1470 | 1467 | 1457 |
|               | 1968 | 1982 | 1990 | 2006 | 2013 | 2015 | 2017 | 2019 | 2020 | 2022 |